# Eleição municipal de Itaquaquecetuba em 2012
A eleição municipal de Itaquaquecetuba em 2012 aconteceu em 7 de outubro de 2012 para eleger um prefeito, um vice-prefeito e 19 vereadores no município de Itaquaquecetuba, no Estado de São Paulo, no Brasil. O prefeito eleito foi Mamoru Nakashima, do PTN, com 53,27% dos votos válidos, sendo vitorioso logo no primeiro turno em disputa com cinco adversários, Rogério Tarento (PR), Dra. Adriana da Costa (PP), Zé Reis (PDT), Luiz Garcia (PSOL) e Senna (PT). A vice-prefeita eleita, na chapa de Mamoru, foi Ondina do Hospital (PTN).
O pleito em Itaquaquecetuba foi parte das eleições municipais nas unidades federativas do Brasil. Itaquaquecetuba foi um dos 11 municípios vencidos pelo PTN; no Brasil, há 5.570 cidades.
A disputa para as 19 vagas na Câmara Municipal de Itaquaquecetuba envolveu a participação de 376 candidatos. O candidato mais bem votado foi o veterano Dr. Roque, que obteve 5.037 votos (3,27% dos votos válidos).

## Antecedentes
Na eleição municipal de 2008, Armando Tavares Filho, do PR, derrotou o candidato do PSDB Valdir Rocha Coelho e a candidata do PV Adriana Alvares no segundo turno. Além disso, competiu com Cristiano Santana de Farias, Francisco Rosas e Vera da Penha. O candidato do PR foi eleito com 58,51% dos votos válidos, em 2008. Antes de vencer a eleição para prefeito, Armando Tavares Filho foi vereador de Itaquaquecetuba de 1989 a 2000, e prefeito de Itaquaquecetuba de 2005 a 2012.

## Eleitorado
Na eleição de 2012, estiveram aptos a votar 204.157 eleitores de Itaquaquecetuba, o que corresponde a 57,86% da população, quando tomada como base a população de 2015 (352.801 habitantes) da cidade.

## Candidatos
Foram seis candidatos à prefeitura em 2012: Mamoru Nakashima do PTN, Rogério Tarento do PR, Adriana da Costa do PP, Zé Reis do PDT, Luiz Garcia do PSOL e Senna do PT, que foi indeferido com recurso, e não pôde se candidatar na votação de 7 de outubro de 2012.
| Candidato(a)          | Vice               | Partido | Coligação                                                            |
| --------------------- | ------------------ | ------- | -------------------------------------------------------------------- |
| Dr. Mamoru            | Ondina do Hospital | PTN     | "PTN"                                                                |
| Rogério Tarento       | Adilson Achando    | PR      | "Governo do Povo" (PRB/PTB/PMDB/PR/DEM/PSDC/PHS/PMN/PSD/PCdoB/PTdoB) |
| Dr.ª Adriana da Costa | Elias Ferreira     | PP      | "Um Novo Tempo Pra Você" (PP/PTC/PSDB)                               |
| Zé Reis               | Rafael Cordeiro    | PDT     | "PDT"                                                                |
| Luiz Garcia           | Dr. Celso Queiróz  | PSOL    | "PSOL"                                                               |
| Senna                 | Wilson Garcia      | PT      | "PT"                                                                 |

## Campanha
No início da campanha política, com a vice-prefeita Ondina da Cruz (PTN), Mamoru foi perseguido por vândalos e/ou agressores enviados por seus adversários, principalmente quando Mamoru fazia campanha no Jardim Caiuby, no qual cercaram o carro de sua equipe e começaram a fazer insultos e ameaças. Outros agressores que estavam com ovos e tomates atiraram os objetos como pedras e pedaços de madeira no candidato e em sua equipe, que causaram escoriações leves nas vítimas. Um dos agressores, durante a campanha entraram no carro e tentaram atropelar uma mulher que era cabo eleitoral do candidato, a qual não foi atingida, além de realizar ameaças de morte caso chamassem a polícia. A equipe fez boletim de ocorrência no 1º Distrito Policial de Itaquaquecetuba, mas a polícia não foi capaz de encontrar os acusados de tentarem sabotar a campanha, além de que as ações de vandalismo atingiram os materiais de campanha da candidata Adriana da Costa.
Mesmo com os ataques, a equipe política de ambos candidatos, Mamoru e Adriana, consideraram isso como uma resposta de incômodo de adversários, pois segundo pesquisas encomendadas pelos partidos, eles estariam liderando as pesquisas para prefeito em Itaquaquecetuba. Também, nas eleições de 2012, alguns candidatos da região do Alto Tietê foram atingidos por meio de vandalismo e difamação por meio de publicações falsas de jornais desconhecidos e apócrifos.
Já em agosto, pesquisas indicavam Tarento e Adriana como possíveis candidatos ao 2º turno. Alguns fatores foram decisivos para fortalecer a aceitação de Mamoru junto à população, tal como o possível envolvimento de funcionários ligados a Tarento nas agressões aos adversários, assim como a impugnação de seu candidato a vice, Valdir Coelho (PT) na justiça e o apoio do ex-prefeito Mário Moreno e do PSDB de Itaquá à campanha de Adriana de Costa.

## Resultados

### Prefeito
No dia 7 de outubro, Mamoru Nakashima foi reeleito com 53,27% dos votos válidos, sem necessidade de segundo turno (mesmo Itaquaquecetuba sendo uma cidade elegível para ter segundo turno, já que tem mais de 200 mil habitantes).
| Candidato(a)               | Vice                     | 1º Turno 7 de outubro de 2012 | 1º Turno 7 de outubro de 2012 |
| Candidato(a)               | Vice                     | Votação                       | Votação                       |
|                            |                          | Total                         | Porcentagem                   |
| -------------------------- | ------------------------ | ----------------------------- | ----------------------------- |
| Dr. Mamoru (PTN)           | Ondina do Hospital (PTN) | 81.759                        | 53,27%                        |
| Rogério Tarento (PR)       | Adilson Achando (PSDC)   | 45.351                        | 29,55%                        |
| Dra. Adriana da Costa (PP) | Elias Ferreira (PP)      | 24.956                        | 16,26%                        |
| Zé Reis (PDT)              | Rafael Cordeiro (PDT)    | 774                           | 0,50%                         |
| Luiz Garcia (PSOL)         | Dr. Celso Queiróz (PSOL) | 649                           | 0,42%                         |
| Senna (PT)                 | Wilson Garcia (PT)       | 0                             | 0,00%                         |
| Total de votos válidos     | Total de votos válidos   | 153.489                       | 89,15%                        |
| Votos em branco            | Votos em branco          | 8.597                         | 4,99%                         |
| Votos nulos                | Votos nulos              | 10.084                        | 5,86%                         |
| Total                      | Total                    | 172.170                       | 100%                          |
| Abstenções                 | Abstenções               | 31.987                        | 15,67%                        |
| Votos apurados             | Votos apurados           | 172.170                       | 100%                          |
| Total de eleitores         | Total de eleitores       | 204.157                       | 100%                          |

### Vereador
Dos dezenove (19) vereadores eleitos, o mais votado foi Dr. Roque, do PR, com 5.037 votos e uma porcentagem de 3,27%.
| Resultado da eleição para a Câmara Municipal de Bauru em 2012 por candidato | Resultado da eleição para a Câmara Municipal de Bauru em 2012 por candidato | Resultado da eleição para a Câmara Municipal de Bauru em 2012 por candidato | Resultado da eleição para a Câmara Municipal de Bauru em 2012 por candidato | Resultado da eleição para a Câmara Municipal de Bauru em 2012 por candidato | Resultado da eleição para a Câmara Municipal de Bauru em 2012 por candidato |
| Candidato                                                                   | Número                                                                      | Partido                                                                     | Votos                                                                       | Porcentagem                                                                 |                                                                             |
| --------------------------------------------------------------------------- | --------------------------------------------------------------------------- | --------------------------------------------------------------------------- | --------------------------------------------------------------------------- | --------------------------------------------------------------------------- | --------------------------------------------------------------------------- |
| Dr. Roque                                                                   | 22222                                                                       | PR                                                                          | 5.037                                                                       | 3,27%                                                                       |                                                                             |
| Arno Cabeleireiro                                                           | 22640                                                                       | PR                                                                          | 3.210                                                                       | 2,08%                                                                       |                                                                             |
| Mario Charutinho                                                            | 22608                                                                       | PR                                                                          | 2.731                                                                       | 1,77%                                                                       |                                                                             |
| Adriana do Hospital                                                         | 22022                                                                       | PR                                                                          | 2.712                                                                       | 1,76%                                                                       |                                                                             |
| Rolgaciano                                                                  | 27533                                                                       | PSDC                                                                        | 2.561                                                                       | 1,66%                                                                       |                                                                             |
| Cidinha Assistente Social                                                   | 22622                                                                       | PR                                                                          | 2.480                                                                       | 1,61%                                                                       |                                                                             |
| Edson Moura                                                                 | 13013                                                                       | PT                                                                          | 2.131                                                                       | 1,38%                                                                       |                                                                             |
| Silvani                                                                     | 22333                                                                       | PR                                                                          | 2.119                                                                       | 1,38%                                                                       |                                                                             |
| Carlinhos da Minercal                                                       | 13999                                                                       | PT                                                                          | 1.991                                                                       | 1,29%                                                                       |                                                                             |
| Firmino Firmeza                                                             | 44112                                                                       | PRP                                                                         | 1.901                                                                       | 1,23%                                                                       |                                                                             |
| Val do Mercado                                                              | 27122                                                                       | PSDC                                                                        | 1.750                                                                       | 1,14%                                                                       |                                                                             |
| Tonho da Quadra                                                             | 31321                                                                       | PHS                                                                         | 1.748                                                                       | 1,14%                                                                       |                                                                             |
| Roberto Letrista                                                            | 45045                                                                       | PSDB                                                                        | 1.692                                                                       | 1,10%                                                                       |                                                                             |
| Professor Gilberto Tico                                                     | 31622                                                                       | PHS                                                                         | 1.681                                                                       | 1,09%                                                                       |                                                                             |
| Luizão (Luiz Otavio)                                                        | 14614                                                                       | PTB                                                                         | 1.507                                                                       | 0,98%                                                                       |                                                                             |
| Dr. Donizete da Fisioterapia                                                | 14789                                                                       | PTB                                                                         | 1.429                                                                       | 0,93%                                                                       |                                                                             |
| Celso Reis                                                                  | 45611                                                                       | PSDB                                                                        | 1.175                                                                       | 0,76%                                                                       |                                                                             |
| Wilson Pirata                                                               | 19199                                                                       | PTN                                                                         | 996                                                                         | 0,65%                                                                       |                                                                             |
| Carlinhos do Bar                                                            | 19650                                                                       | PTN                                                                         | 882                                                                         | 0,57%                                                                       |                                                                             |

| Votos válidos      | Votos válidos      | 153.975 | 89,43% |
| Votos nulos        | Votos nulos        | 6.585   | 3,82%  |
| Votos em branco    | Votos em branco    | 11.610  | 6,74%  |
| Total de eleitores | Total de eleitores | 204.157 | 100%   |
| ------------------ | ------------------ | ------- | ------ |

## Análises
O prefeito eleito Mamoru Nakashima acabou sendo expulso do quadro de filiados de seu antigo partido, Partido Democrático Trabalhista, por alegações de "favoreceu outras siglas em detrimento da atual". A nota do partido afirma que “Publicamente, [Mamoru] porta-se flertando com o PSD, tanto que em reportagens na mídia local se declara ‘de malas prontas’ para se mudar para o PSDB”. De acordo com o advogado, a falta de transparência na administração do prefeito, também resultou na expulsão, após uma análise do Conselho de Ética, nacional e estadual do partido.
Em nota, o prefeito Mamoru Nakashima disse que recebeu com surpresa o comunicado de sua expulsão, já que “em momento algum foi informado pelo partido sobre qualquer processo administrativo em andamento, muito menos a possibilidade de defesa”.
Três meses após sua expulsão, o prefeito de Itaquaquecetuba se filiou ao Partido da Social Democracia Brasileira.